# Old Fort Erie

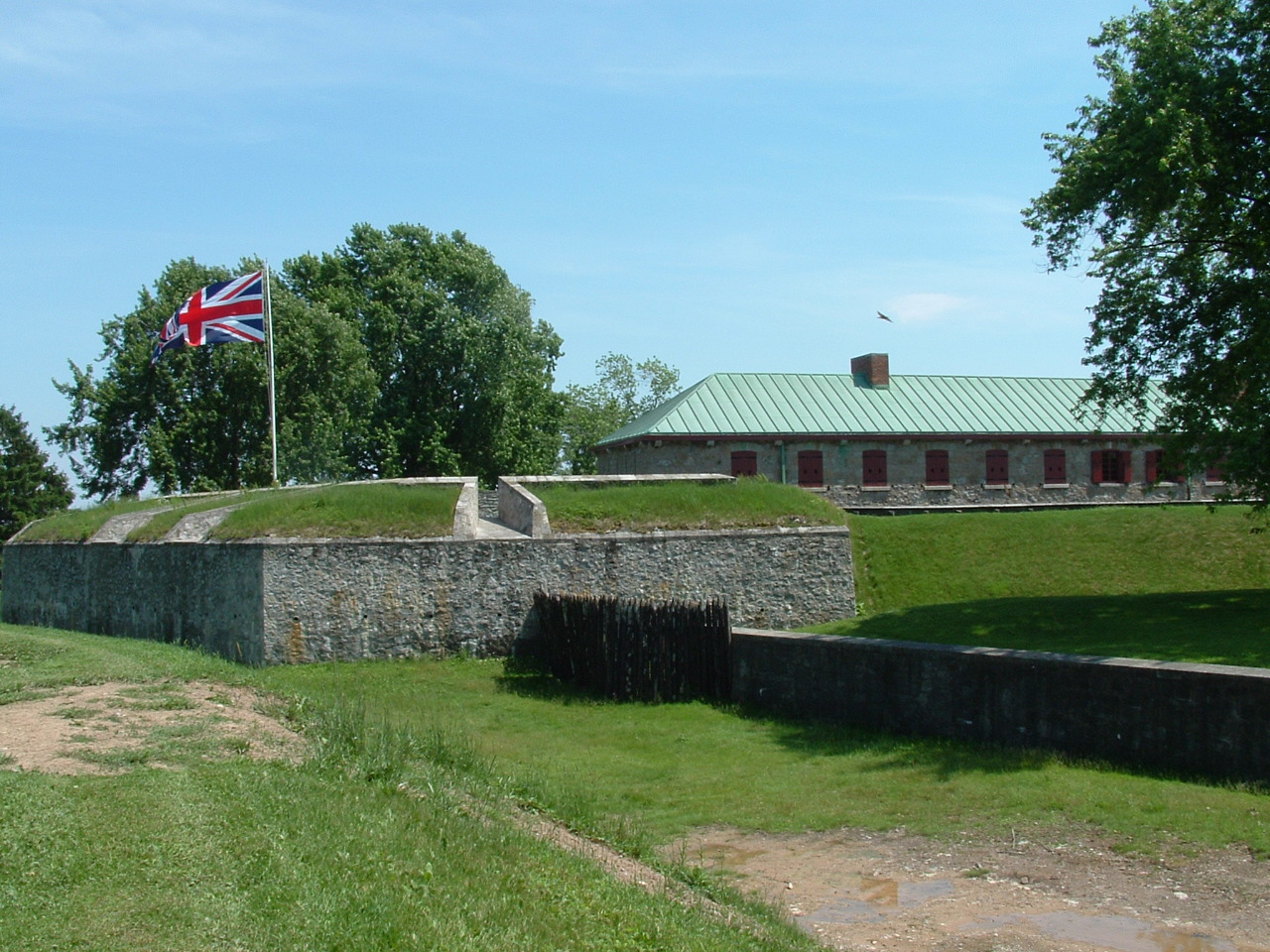
Vista exterior del fuerte, con la bandera británica ondeando.

The Olde Fort Erie, traducido al español como Viejo fuerte Erie es una fuerte militar que se encuentra en el extremo sur de la ciudad de Fort Erie, en Ontario, Canadá. Cercana al río Niágara y en la frontera con los Estados Unidos, concretamente en la ciudad de Buffalo, en el estado de Nueva York. 
Fort Erie fue la primera fortaleza británica que se construirá como parte de una red desarrollada después de la Guerra de los Siete Años (a menudo denominado como la Guerra franco-india en los Estados Unidos) fue celebrado por el Tratado de París de 1763 y en ese momento toda la Nueva Francia había sido cedida a Gran Bretaña.
El fuerte en ruinas, destruido en la Guerra de 1812, fue reconstruido en 1937-1939 al estado del fuerte en 1803.

## Historia
Cuando el control británico se estableció mediante la ocupación de los fuertes franceses y mediante la construcción de una línea de comunicaciones a lo largo del río Niágara y los Grandes Lagos. El fuerte original, construido en 1764, se encuentra en la orilla del río Niágara por debajo de la fortaleza actual. Durante los siguientes 50 años, Fort Erie sirvió como depósito de suministros y un puerto para los buques que transportan mercancías, tropas y pasajeros a través del lago Erie hasta los Grandes Lagos Superiores.
La primera fortaleza vio la acción como una base de abastecimiento para las tropas británicas, para la United Empire Loyalist y para los guerreros de la Confederación Iroquesa durante la Revolución estadounidense. El pequeño fuerte en la orilla del lago sufrió daños considerables debido a las continuas tormentas de invierno. En 1803, se autorizó la planificación para un nuevo Fort Erie en las alturas detrás de la ubicación original. El nuevo fuerte se hizo más formidable siendo construido por un poblado del pueblo Onondaga.

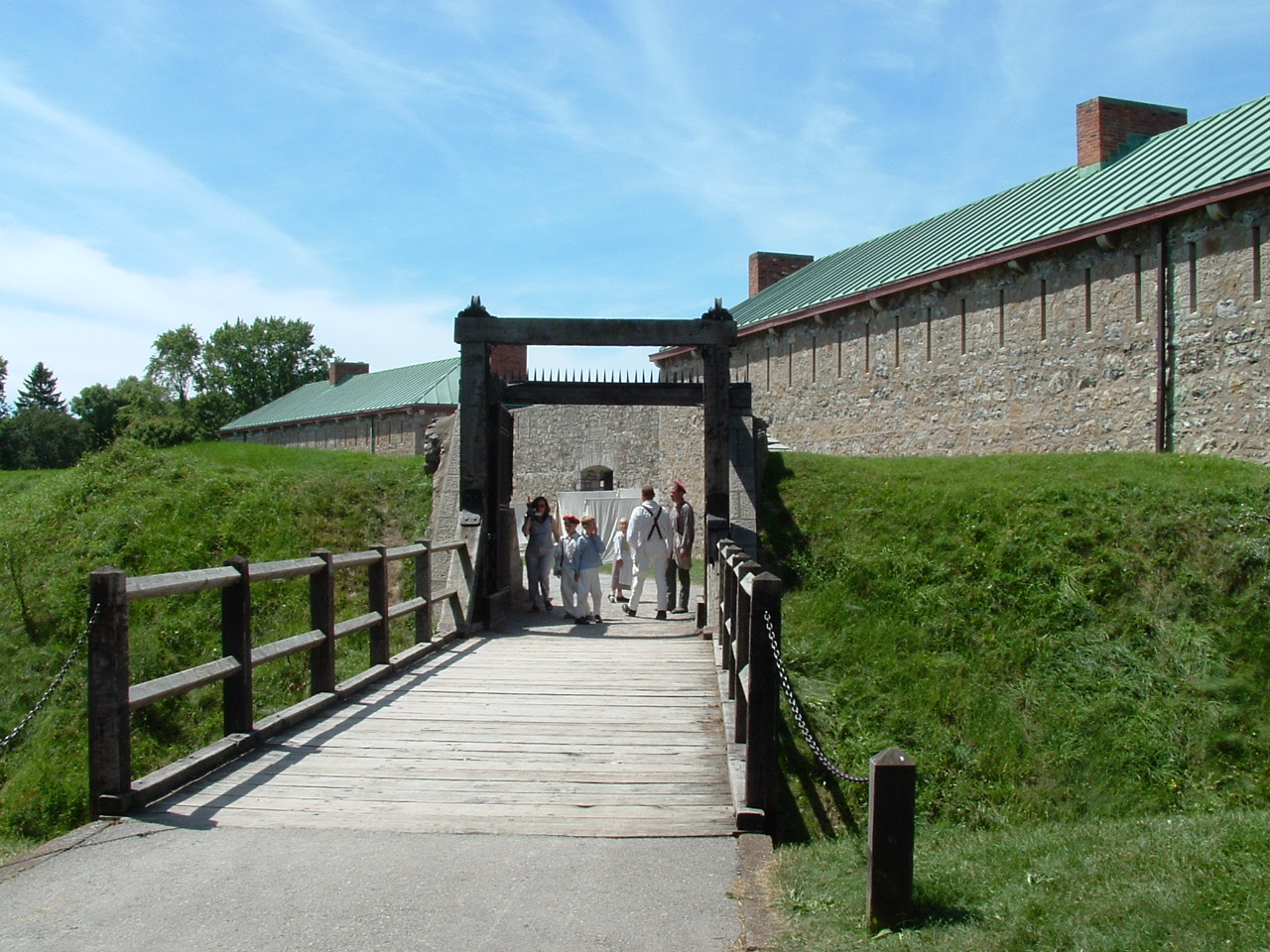
Entrada al Fuerte Erie.

### Guerra de 1812
Fort Erie fue el escenario de la batalla más sangrienta en la historia de Canadá. Esta nueva fortaleza quedó inacabada cuando Estados Unidos declaró la guerra el 18 de junio de 1812. Una parte de la guarnición de Fort Erie luchó en la batalla de la cala del francés contra un ataque estadounidense en noviembre de 1812. En 1813, en el Fort Erie se llevó a cabo durante un periodo por las fuerzas estadounidenses y luego abandonó el 9 de junio de 1813. La fortaleza había sido parcialmente desmantelada por la pequeña guarnición de las tropas británicas y de la milicia canadiense durante su retirada. 
La Reocupación británica siguió retirada por las zonas cercanas al fuerte en diciembre de 1813, hasta que éstos trataron de reconstruir la fortaleza. El 3 de julio de 1814, unas tropas estadounidenses aterrizaron en la zona cercana y atacaron al Fort Erie, eliminando a toda resistencia británica. El Ejército de EE. UU. utilizó la fortaleza como base de abastecimiento y amplió su tamaño. A finales de julio, después de las Batalla de Chippawa y de la Batalla de la Línea de Lundy, el ejército estadounidense se retiró a Fort Erie y fueron sitiados por los británicos. A las dos de la madrugada del 15 de agosto de 1814, los británicos lanzaron un ataque de cuatro frentes contra las fortificaciones, en especial a Fort Erie. Una defensa americana bien preparada, ayudada de una explosión en el Bastión del Norte-Oriente consiguió que los británicos vencieran, dejándoles más de 1000 muertos y numerosos heridos. 
Una incursión estadounidense el 17 de septiembre capturaron a dos de los principales generales británicos y las tropas estadounidenses fueron capaces de, a tarvés de las armas de fuego, llevar a uno de nuevo a la fortaleza. Poco después, los británicos levantaron el sitio y se retiró a las posiciones al norte en Chippawa. Después de un fallido ataque americano a Mills de Cook, al oeste de Chippawa, llegaron noticias de que las fuerzas estadounidenses de la costa este de los EE. UU. estaba bajo ataque. En el 5 de noviembre de ese año, con la proximidad del invierno, los norteamericanos destruyeron el fuerte y se retiraron a Buffalo.

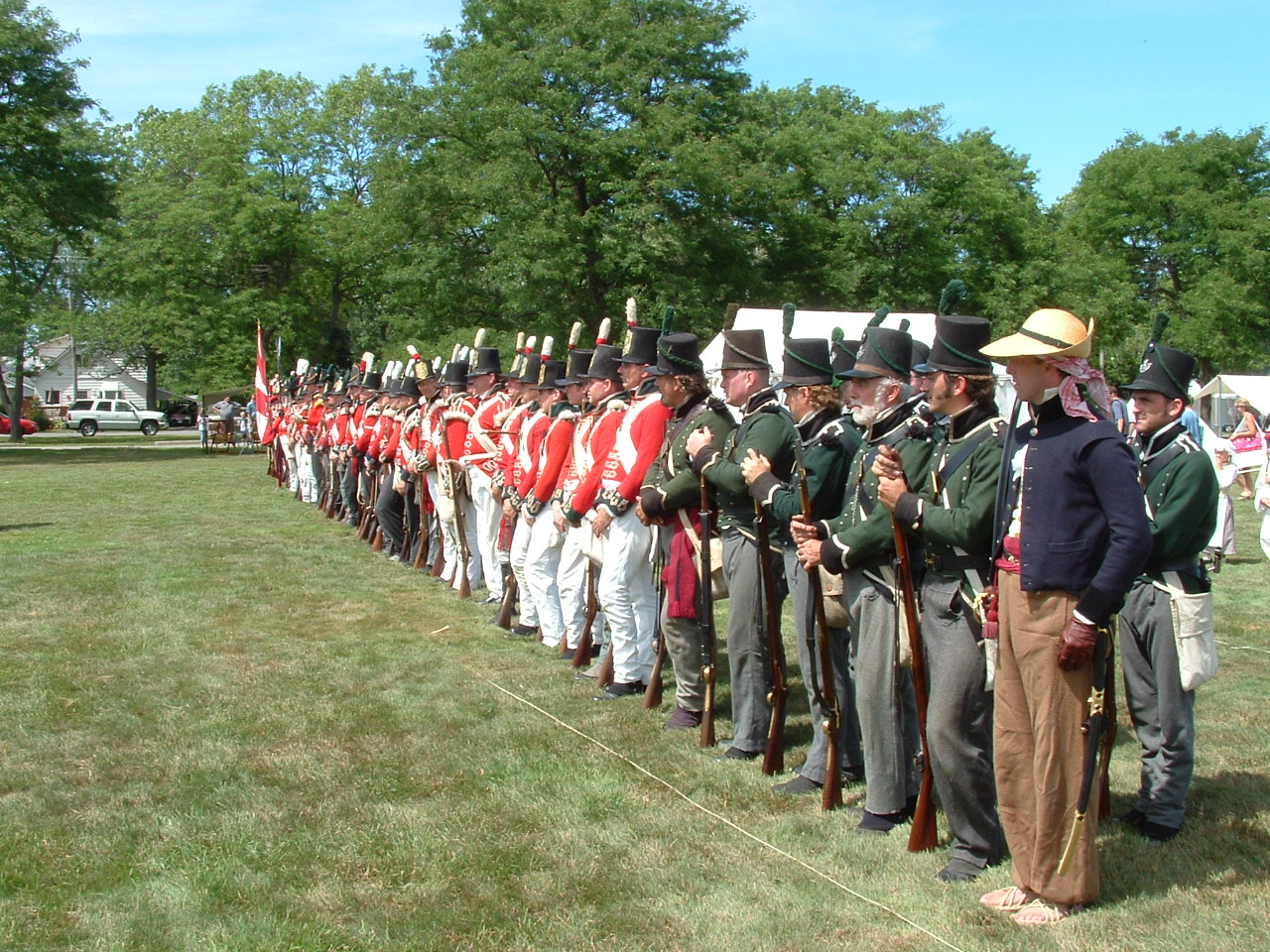
Representación en el fuerte de las tropas británicas en el Asedio a Fort Erie.

### Después de la guerra
El Tratado de Gante, que se firmó el 24 de diciembre de 1814, consiguió poner fin a la guerra de 1812. Ante el temor de nuevos ataques estadounidenses, los británicos continuaron ocupando la fortaleza en ruinas hasta 1823. Algunas de las piedras de la fortaleza se incorporaron en la construcción de la Iglesia Anglicana de St. Paul, que se encuentra hoy en el Niagara Parkway, a 3 km al norte de la fortaleza. La ciudad de Fort Erie comenzó a crecer hacia el norte de las fortificaciones cuando una terminal ferroviaria y la estación fueron construidas.

### Televisión
El fuerte apareció en el año 2010 en un capítulo de la cuarta temporada del programa Buscadores de fantasmas